# 哈克尼維克站
哈克尼维克站（英語：Hackney Wick railway station）是伦敦地上铁北伦敦线的一座车站，位于东伦敦的哈克尼區，属于第2收费区。

## 历史
- 1980年5月12日，因北伦敦线改线到斯特拉特福德站终到，本站开通[4]。
- 1985年12月29日，本站发生约翰·杜飞和大卫·梅克希连环凶杀案。

## 列车服务
非高峰期：
- 西行列車經海布里及伊斯灵顿站、卡姆登路站、威爾斯登交匯站至里士满站方向：每小时4班
- 西行列車至克拉珀姆交汇站方向：每小时2班
- 東行列車至斯特拉特福德站方向：每小时6班[5]

## 其他
为保证4编组列车在伦敦地上铁顺利运行，本站至斯特拉特福德站、福音橡站区间自2010年2月至6月1日关闭，用于安装新的信号系统。直至2011年5月，每周日仍会出现在信号升级期间导致列车班次减少的情况。
因2012年夏季奥林匹克运动会的举办，使得距离本站只有100米的英女王伊丽莎白二世奥林匹克公园异常拥挤，伦敦交通局为防止出现拥挤踩踏事故，宣布西行列车不停靠本站。